# Ministerstwo Transportu i Bezpieczeństwa Ruchu Drogowego (Izrael)
Ministerstwo Transportu i Bezpieczeństwa Ruchu Drogowego (MOT) (hebr.: משרד התחבורה והבטיחות בדרכים, arab.: وزارة المواصلات والأمان على الطريق) to izraelskie ministerstwo zajmujące się transportem i bezpieczeństwem ruchu drogowego w Izraelu. Siedziba ministerstwa znajduje się w Giwat Ram w Jerozolimie.

## Rola i struktura ministerstwa
MOT zajmuje się bezpieczeństwem ruchu drogowego, obsługą międzynarodowych połączeń lotniczych, morskich oraz lądowych. W dziale transportu lądowego znajdują się Wydziały Licencjonowania, Pojazdów,  Ruchu Drogowego i Nadzoru Finansowego. Administracja Żeglugi i Portów zajmuje się transportem morskim, a Administracja Lotnictwa Cywilnego – transportem lotniczym. Izraelska Służba Meteorologiczna obejmuje wszystkie trzy obszary. Jednostki podległe dyrektorowi generalnemu obejmują planowanie i ekonomię, radcę prawnego, public relations, audyt wewnętrzny, finanse i sprawy kryzysowe. Izraelski Zarząd Lotnisk oraz Portów i Kolei posiadają status korporacji, ustanowionych przez prawo Izraelskie.
Wydział Planowania i Ekonomii koordynuje polityką transportową, planowanie remontów, budżet i finanse. Monitoruje również administrację Zarządu Lotnisk oraz Portów i Kolei.

## Plany rozwoju
W 2010 roku Nir Barkat, ówczesny burmistrz Jerozolimy, przedstawił plan transportu dla miasta o wartości 8 miliardów szekli, opracowany we współpracy z Ministerstwem Transportu. Plan obejmuje nową linię tramwajową, przedłużenie pierwszej fazy budowanej linii czerwonej, nowe trasy szybkiej komunikacji autobusowej oraz pięć nowych dróg.
W 2021 r. nowa minister Meraw Micha'eli ogłosiła zmianę, deklarując: „Przez lata planowanie odbywało się tutaj z perspektywy umieszczania prywatnych pojazdów w centrum uwagi. Całkowicie to odwracamy i stawiamy pojazdy prywatne na najniższym priorytecie. Najwyższym priorytetem obejmujemy pieszych, motywując do chodzenia pieszo i jeżdżenia rowerami. Stawiamy na szybką i sprawną komunikację miejską, żeby nam wszystkim żyło się przyjemniej”.

## Lista ministrów
Minister Transportu, Infrastruktury Krajowej i Bezpieczeństwa Ruchu Drogowego (hebr.: שר התחבורה, התשתיות הלאומיות והבטיחות בדרכים Sar HaTahbura, HaTashtiyot HaLe'umiyot VeHaBetihut BaDrakhim), wcześniej minister transportu. Jest stosunkowo niewielkim stanowiskiem w izraelskim gabinecie, często przyznawanym mniejszym partiom w koalicjach rządzących. Niemniej jednak w każdym rządzie izraelskim był dotychczas minister transportu. Aktualnie urzędującą minister jest Miri Regew z partii Likud.
| #                                                              | Minister             | Partia                                                               | Rząd                | Początek kadencji    | Koniec kadencji      | Uwagi                                       |
| Minister Transportu                                            | Minister Transportu  | Minister Transportu                                                  | Minister Transportu | Minister Transportu  | Minister Transportu  | Minister Transportu                         |
| -------------------------------------------------------------- | -------------------- | -------------------------------------------------------------------- | ------------------- | -------------------- | -------------------- | ------------------------------------------- |
| 1                                                              | Dawid Remez          | Mapai                                                                | P, 1                | 14 maja 1948         | 1 listopada 1950     |                                             |
| 2                                                              | Dow Josef            | Mapai                                                                | 2                   | 1 listopada 1950     | 8 października 1951  |                                             |
| 3                                                              | Dawid-Cewi Pinkas    | Mizrachi                                                             | 3                   | 8 października 1951  | 14 sierpnia 1952     | Zmarł podczas kadencji                      |
| 4                                                              | Dawid Ben-Gurion     | Mapai                                                                | 3                   | 14 sierpnia 1952     | 24 grudnia 1952      | Służył również jako Premier                 |
| 5                                                              | Josef Serlin         | Ogólni Syjoniści                                                     | 4                   | 24 grudnia 1952      | 29 grudnia 1952      |                                             |
| 6                                                              | Josef Sapir          | Ogólni Syjoniści                                                     | 4, 5                | 29 grudnia 1952      | 29 czerwca 1955      |                                             |
| 7                                                              | Zalman Aran          | Mapai                                                                | 6                   | 29 czerwca 1955      | 3 listopada 1955     |                                             |
| 8                                                              | Mosze Karmel         | Achdut Ha-Awoda                                                      | 7, 8                | 3 listopada 1955     | 17 grudnia 1959      | Nie był członkiem knesetu do 9 czerwca 1958 |
| 9                                                              | Jicchak Ben Aharon   | Achdut Ha-Awoda                                                      | 9, 10               | 17 grudnia 1959      | 28 maja 1962         |                                             |
| 10                                                             | Jisra'el Bar-Jehuda  | Achdut Ha-Awoda                                                      | 10, 11, 12          | 28 maja 1962         | 4 maja 1965          | Umarł podczas kadencji                      |
| –                                                              | Mosze Karmel         | Achdut Ha-Awoda Koalicja Pracy Izraelska Partia Pracy Koalicja Pracy | 12, 13, 14          | 30 maja 1965         | 15 grudnia 1969      | Nie był członkiem Knesetu od 17 marca 1969  |
| 11                                                             | Ezer Weizman         | Nie był członkiem Knesetu                                            | 15                  | 15 grudnia 1969      | 6 sierpnia 1970      |                                             |
| 12                                                             | Szymon Peres         | Koalicja Pracy                                                       | 15                  | 1 września 1970      | 10 marca 1974        |                                             |
| 13                                                             | Aharon Jariw         | Koalicja Pracy                                                       | 16                  | 10 marca 1974        | 3 czerwca 1974       |                                             |
| 14                                                             | Gad Ja'akowi         | Koalicja Pracy                                                       | 17                  | 3 czerwca 1974       | 20 czerwca 1977      |                                             |
| 15                                                             | Menachem Begin       | Likud                                                                | 18                  | 20 czerwca 1977      | 24 października 1977 | Służył również jako Premier                 |
| 16                                                             | Me'ir Amit           | Demokratyczny Ruch na Rzecz Zmian                                    | 18                  | 24 października 1977 | 15 września 1978     |                                             |
| 17                                                             | Chajjim Landau       | Nie był członkiem Knesetu                                            | 18                  | 15 stycznia 1979     | 5 sierpnia 1981      |                                             |
| 18                                                             | Haim Korfo           | Likud                                                                | 19, 20, 21, 22      | 5 września 1981      | 22 grudnia 1988      |                                             |
| 19                                                             | Mosze Kacaw          | Likud                                                                | 23, 24              | 22 grudnia 1988      | 14 lipca 1992        |                                             |
| 20                                                             | Jisra'el Kesar       | Izraelska Partia Pracy                                               | 25, 26              | 13 lipca 1992        | 18 czerwca 1996      |                                             |
| 21                                                             | Jicchak Lewi         | Narodowa Partia Religijna                                            | 27                  | 18 czerwca 1996      | 25 lutego 1998       |                                             |
| 22                                                             | Sza'ul Jahalom       | Narodowa Partia Religijna                                            | 27                  | 25 lutego 1998       | 6 lipca 1999         |                                             |
| 23                                                             | Jicchak Mordechaj    | Partia Centrum                                                       | 28                  | 6 lipca 1999         | 30 maja 2000         |                                             |
| 24                                                             | Amnon Lipkin-Szachak | Partia Centrum                                                       | 28                  | 11 października 2000 | 7 marca 2001         |                                             |
| 25                                                             | Efrajim Sneh         | Izraelska Partia Pracy                                               | 29                  | 7 marca 2001         | 2 listopada 2002     |                                             |
| 26                                                             | Ariel Szaron         | Likud                                                                | 29                  | 2 listopada 2002     | 15 grudnia 2002      | Służył również jako Premier                 |
| 27                                                             | Cachi Hanegbi        | Likud                                                                | 29                  | 15 grudnia 2002      | 28 lutego 2003       |                                             |
| 29                                                             | Awigdor Lieberman    | Unia Narodowa                                                        | 30                  | 28 lutego 2003       | 6 czerwca 2004       |                                             |
| 30                                                             | Me'ir Szitrit        | Likud                                                                | 30                  | 31 sierpnia 2004     | 4 maja 2006          |                                             |
| Minister Transportu i Bezpieczeństwa Drogowego                 |                      |                                                                      |                     |                      |                      |                                             |
| 31                                                             | Sza'ul Mofaz         | Kadima                                                               | 31                  | 4 maja 2006          | 31 marca 2009        |                                             |
| Minister Transportu, Infrastruktury i Bezpieczeństwa Drogowego |                      |                                                                      |                     |                      |                      |                                             |
| 32                                                             | Jisra'el Kac         | Likud                                                                | 32                  | 31 marca 2009        | 18 marca 2013        |                                             |
| Minister Transportu i Bezpieczeństwa Drogowego                 |                      |                                                                      |                     |                      |                      |                                             |
| –                                                              | Jisra'el Kac         | Likud                                                                | 33, 34              | 18 marca 2013        | 17 czerwca 2019      |                                             |
| 33                                                             | Becalel Smotricz     | Unia Partii Prawicowych                                              | 34                  | 17 czerwca 2019      | 17 maja 2020         |                                             |
| 34                                                             | Miri Regew           | Likud                                                                | 35                  | 17 maja 2020         | 13 czerwca 2021      |                                             |
| 35                                                             | Meraw Micha’eli      | Izraelska Partia Pracy                                               | 36                  | 13 czerwca 2021      | 29 grudnia 2022      |                                             |
| 36                                                             | Miri Regew           | Likud                                                                | 37                  | 29 grudnia 2022      |                      |                                             |